# Podregion Savonlinna
Podregion Savonlinna (fiń. Savonlinnan seutukunta) – podregion w Finlandii, w regionie Sawonia Południowa.
W skład podregionu wchodzą gminy:
- Enonkoski,
- Rantasalmi,
- Savonlinna,
- Sulkava.

W skład podregionu wchodziły gminy:
- Heinävesi (w 2021 przeniesiona do podregionu Joensuu)[2],
- Kerimäki (w 2013 włączona do gminy Savonlinna),
- Punkaharju (w 2013 włączona do gminy Savonlinna)[3].